# オープン・ロード
『オープン・ロード』（Open Road）は、1997年にリリースされたゲイリー・バーロウの1枚目のスタジオ・アルバムである。

## 収録曲
1. ラヴ・ウォント・ウェイト - Love Won't Wait
2. ソー・ヘルプ・ミー・ガール - So Help Me Girl
3. マイ・コミットメント　- My Commitment
4. ハング・オン・イン・ゼア・ベイビー - Hang on in There Baby
5. アー・ユー・レディ・ナウ - Are You Ready Now
6. エヴリシング・アイ・エヴァー・ウォンテッド - Everything I Ever Wanted
7. アイ・フォール・ソー・ディープ - I Fall So Deep
8. レイ・ダウン・フォー・ラヴ - Lay Down for Love
9. フォーエヴァー・ラヴ - Forever Love
10. ネヴァー・ニュー - Never Knew
11. オープン・ロード - Open Road
12. オールウェイズ - Always

日本盤ボーナストラック
1. ザ・ミーニング・オブ・ア・ラヴソング - The Meaning of a Love Song
2. カドリー・トイ - Cuddly Toy